# Нодзава Таїсі Брандон
Нодзава Таїсі Брандон (яп. 野澤 大志 ブランドン, нар. 25 грудня 2002, Префектура Окінава) — японський футболіст, воротар клубу «Токіо».

## Клубна кар'єра
Народився 25 грудня 2002 року в префектури Окінава. Вихованець юнацьких команд футбольних клубів «Нагата Дрегон» та «Рюкю».
2020 року уклав професійний контракт із клубом «Токіо», проте в іграх на дорослому рівні дебютував лише за рік, приєднавшись на умовах оренди до «Івате Грулла Моріока», де попри юний вік був основним голкіпером команди.
2023 року повернувся з оренди до «Токіо», де також почав отримувати ігровий час.

## Виступи за збірні
З 2023 року залучається до складу молодіжної збірної Японії. На молодіжному рівні зіграв у 3 офіційних матчах, пропустив 5 голів.
Того ж 2023 року, не маючи досвіду виступів за національну збірну Японії, включався до її заявки на тогорічний Кубок Азії.
2024 року включений до лав олімпійської збірної Японії. У її складі — учасник футбольного турніру на Олімпійських іграх 2024 року в Парижі.

## Титули і досягнення
- Володар Кубка Джей-ліги (1):

«Токіо»: 2020